# GOPC
GOPC (англ. Golgi associated PDZ and coiled-coil motif containing) – білок, який кодується однойменним геном, розташованим у людей на короткому плечі 6-ї хромосоми. Довжина поліпептидного ланцюга білка становить 462 амінокислот, а молекулярна маса — 50 520.
| 10         |  | 20         |  | 30         |  | 40         |  | 50         |
| ---------- |  | ---------- |  | ---------- |  | ---------- |  | ---------- |
| MSAGGPCPAA |  | AGGGPGGASC |  | SVGAPGGVSM |  | FRWLEVLEKE |  | FDKAFVDVDL |
| LLGEIDPDQA |  | DITYEGRQKM |  | TSLSSCFAQL |  | CHKAQSVSQI |  | NHKLEAQLVD |
| LKSELTETQA |  | EKVVLEKEVH |  | DQLLQLHSIQ |  | LQLHAKTGQS |  | ADSGTIKAKL |
| SGPSVEELER |  | ELEANKKEKM |  | KEAQLEAEVK |  | LLRKENEALR |  | RHIAVLQAEV |
| YGARLAAKYL |  | DKELAGRVQQ |  | IQLLGRDMKG |  | PAHDKLWNQL |  | EAEIHLHRHK |
| TVIRACRGRN |  | DLKRPMQAPP |  | GHDQDSLKKS |  | QGVGPIRKVL |  | LLKEDHEGLG |
| ISITGGKEHG |  | VPILISEIHP |  | GQPADRCGGL |  | HVGDAILAVN |  | GVNLRDTKHK |
| EAVTILSQQR |  | GEIEFEVVYV |  | APEVDSDDEN |  | VEYEDESGHR |  | YRLYLDELEG |
| GGNPGASCKD |  | TSGEIKVLQG |  | FNKKAVTDTH |  | ENGDLGTASE |  | TPLDDGASKL |
| DDLHTLYHKK |  | SY         |  |            |  |            |  |            |

A: Аланін

C: Цистеїн

D: Аспарагінова кислота

E: Глутамінова кислота

F: Фенілаланін

G: Гліцин

H: Гістидин

I: Ізолейцин

K: Лізин

L: Лейцин

M: Метіонін

N: Аспарагін

P: Пролін

Q: Глутамін

R: Аргінін

S: Серин

T: Треонін

V: Валін

W: Триптофан

Задіяний у таких біологічних процесах, як транспорт, транспорт білків, ацетилювання, альтернативний сплайсинг. 
Локалізований у клітинній мембрані, цитоплазмі, мембрані, клітинних контактах, клітинних відростках, апараті гольджі, синапсах.